# 이광임 선생 고택
이광임 선생 고택(李廣任 先生 故宅)은 대한민국 충청남도 예산군에 있는 목조기와집이다. 조선 순조 20년(1820)에 이광임(1784∼1857)이 지었으며, 1978년 12월 30일 충청남도의 유형문화재 제83호로 지정되었다.
ㄱ자형의 안채와 一자형의 사랑채, 그리고 행랑채가 안마당을 중심으로 ㅁ자 모양을 하고 있다. 경사지를 여러 단으로 땅을 고른 뒤 지었는데, 건물기단과 마당의 높낮이 차이가 있고, 변화있는 외부공간을 연출하고 있다.
사랑채는 앞면 7칸·옆면 3칸의 규모이며, 왼쪽부터 방·대청·방·방·부엌으로 되어있다. 대청은 2칸이고 오른쪽 2개의 방은 필요에 따라 통칸으로 쓸 수 있게 되어있으며, 부엌은 뒤쪽에 들이고 앞쪽으로는 누다락을 두었다. 이러한 구조는 이 지역의 특색을 엿볼 수 있다.
아들인 이승유의 효자정려 현판이 걸려있어 효도와 우애로 유서 깊은 건물임을 알 수 있다.
자연을 최대로 활용하여 지은 집으로, 당시 중류 양반집의 생활 및 건축양식을 알 수 있는 좋은 자료이다.

## 참고 자료
- 이광임선생고택 - 국가유산청 국가유산포털